# Eusko gudariak
Eusko gudariak (originalmente Euzko gudariak, traducible del euskera como «soldados vascos») es una canción originaria del País Vasco  muy popular en el ámbito del nacionalismo vasco.

## Historia
Fue escrita en 1932 por José María de Gárate, entonces presidente del Partido Nacionalista Vasco, basándose en la melodía de «Atzo Bilbon nengoen» (Ayer estaba en Bilbao), una canción tradicional alavesa. La letra fue modificada durante la guerra civil española por Alejandro Lizaso Eizmendi que le añadió la estrofa final para darle un aire más triunfante y combativo.
La primera utilización de la pieza se realizó en agosto de 1936, comenzada ya la Guerra Civil, y la hizo la compañía Kortabarria de Bilbao, que luego conformaría, junto a otras, el batallón Arana Goiri. 
La estrofa "Irrintzi bat entzun da mendi tontorrean, goazen gudari danok ikurriñan atzean" (cuando oímos un irrintzi en la cumbre del monte, vamos todos los soldados detrás de la ikurriña") fue añadida posteriormente por Alejandro Lizaso Eizmendi, capitán de ametralladoras del Batallón Itxarkundia. Habitualmente, cuando se entona en público en diversos actos, se acompaña esta estrofa con un irrintzi.
Durante la guerra civil española y el período de dictadura franquista adquirió estatus de himno del País Vasco, aunque el gobierno Vasco de 1936 había designado la melodía de Eusko Abendaren Ereserkia como tal. En 1983, cuando se instituyeron la bandera e himno oficial de la comunidad autónoma del País Vasco el Eusko Gudariak fue una de las melodías que se barajó para realizar esa función. Las otras eran Gernikako arbola y el Eusko Abendaren Ereserkia (melodía del Gora ta Gora) que finalmente fue el elegido.
El 5 de febrero de 1981, ocurrió un incidente cuando Juan Carlos I realizó su primera visita oficial al País Vasco. Cuando el rey visitó la Casa de Juntas de Guernica, más de 30 personas de la coalición Herri Batasuna levantaron sus puños y comenzaron a cantar el Eusko Gudariak mientras el rey estaba hablando. Los otros delegados comenzaron a aplaudir la canción. El rey se señaló a sí mismo, señaló uno de sus oídos y dijo: "¡Cantad más alto...! ¡Hombre, que no os oigo!".
De todas formas el Eusko gudariak sigue estando considerando por algunos sectores de la sociedad vasca, particularmente los vinculados a la izquierda abertzale, como himno vasco y se usa de este modo en sus actos oficiales (aunque es utilizado en su versión original, sin la última estrofa).
La canción ha sido publicada en discos por coros y grupos como Pantxoa eta Peio o únicamente con su música.

## Letra
| Eusko Gudariak gara Euskadi askatzeko, gerturik daukagu odola bere aldez emateko. Irrintzi bat entzun da goiko tontorrean goazen gudari danok Ikurriñan atzean. Faxistak datoz eta Euskadira sartzen goazen gudari danok gure aberria zaintzen... Gure aberri laztanak dei egin dausku ta, goazen gudari danok iskiluak hartuta. Arratiarren borroka izan da Intxortan, Mola ta errekete gelditu dira bertan. Ikurriña goi-goian daukagu zabalik, ez da mundu osoan eratsiko dabenik. Nahiz ta etorri Mola ta mila (er)rekete, ez da inor sartuko bizirik garen arte. Agur Intxorta maite gomutagarria, Arratiako mutilen garaitzaren tokia. Ez da sartuko inor, ez Euskal Herrian eusko gudariren bat zutik dagon artian. | Somos los guerreros vascos para liberar Euskadi, Estamos dispuestos a dar nuestra sangre por ella. Se ha oído un irrintzi en la cima del monte: ¡Vamos todos los guerreros detrás de la Ikurriña! Vienen los fascistas entrando a Euskadi. ¡Vamos todos los guerreros a cuidar de nuestra patria! Ya que nuestra amada patria nos ha llamado, vamos todos los guerreros armas en mano. La lucha de los de Arratia ha sido en Intxorta, Mola y los requetés se han quedado allí. Tenemos la Ikurriña abierta en lo más alto, no hay nadie en el mundo que la pueda quitar. Aunque vengan Mola y mil requetés, no entrará nadie mientras sigamos con vida. Adiós querida y añorada Intxorta, lugar de la victoria de los chicos de Arratia. No entrará nadie, no a Euskal Herria, mientras algún soldado vasco siga en pie. |